# Guatteria occidentalis
Guatteria occidentalis är en kirimojaväxtart som beskrevs av Robert Elias Fries. Guatteria occidentalis ingår i släktet Guatteria och familjen kirimojaväxter. IUCN kategoriserar arten globalt som akut hotad. Inga underarter finns listade i Catalogue of Life.